# Bank Spółdzielczy w Busku-Zdroju
Bank Spółdzielczy w Busku-Zdroju – bank spółdzielczy z siedzibą w Busku-Zdroju, powiecie buskim, województwie świętokrzyskim, w Polsce. Bank zrzeszony jest w Grupie Banku Polskiej Spółdzielczości S.A.

## Historia
W 1911 powstało Towarzystwo Oszczędnościowo–Pożyczkowe w Szańcu, którego zadaniem były wsparcie miejscowej ludności po klęskach żywiołowych ostatnich lat. W 1920 przekształcono je w Kasę Spółdzielczą w Szańcu, a w 1924 w Kasę Stefczyka w Szańcu.
Nastanie komunizmu to okres ograniczenia suwerenności kas spółdzielczych. W 1950 reforma bankowa wymusiła zmianę nazwy na Gminna Kasa Spółdzielcza w Busku-Zdroju. W 1956 po raz kolejny zmieniono nazwę na Kasa Spółdzielcza w Busku-Zdroju, a rok później na Spółdzielnia Oszczędnościowo-Pożyczkowa w Busku-Zdroju. W latach 1958–1961 zbudowano obecną siedzibę banku. W 1966 przyjęto obecną nazwę.
1 października 1996 do banku włączono Bank Spółdzielczy w Wiślicy. Od 2002 Bank Spółdzielczy w Busku-Zdroju zrzeszony jest w Grupie Banku Polskiej Spółdzielczości S.A.

## Władze
W skład zarządu banku wchodzą:
- prezes zarządu
- zastępca prezesa zarządu
- członek zarządu.

Czynności nadzoru banku sprawuje 7-osobowa rada nadzorcza.

## Placówki
- centrala w Busku-Zdroju, ul. Stefana Batorego 1a
- oddziały:
  - Kazimierza Wielka
  - Wiślica
- punkt obsługi klienta w Busku-Zdroju
- punkty kasowe:
  - Busko-Zdrój (urząd miasta i gminy)
  - Czarnocin